# Elección complementaria de Chile de diciembre de 1967
El 17 de diciembre de 1967 se realizó una elección parlamentaria complementaria para llenar la vacancia de un senador en la Octava Agrupación Provincial, compuesta por las provincias de Bio-Bío, Malleco y Cautín, luego de la muerte del senador democratacristiano José García González el 6 de octubre de 1967.
La estrecha diferencia de solo 766 votos entre el candidato ganador (Alberto Baltra) y el segundo lugar (Jorge Lavandero) hacen de esta la elección extraordinaria con la menor diferencia de votos en la historia de dicho sistema vigente bajo la Constitución de 1925.

## Fecha de la elección
La fecha en que se realizaría la elección extraordinaria fue motivo de discusión por parte del gobierno, ya que esta debía realizarse no antes de 60 días ni posterior a 90 días desde que el presidente de la República fuera comunicado de la vacancia; de esta manera, la elección podía realizarse los domingos 17, 24 o 31 de diciembre de 1967, o el 7, 14 o 21 de enero de 1968. Se descartaron inmediatamente el 24 y 31 de diciembre por ser las vísperas de Navidad y Año Nuevo, y el 7 y 14 de enero porque la constitución de mesas debía realizarse en las semanas anteriores —lo cual coincidía también con las vísperas de las festividades ya mencionadas—, mientras que el 21 de enero no era considerada una fecha oportuna dado que ya se habría iniciado el periodo de vacaciones de verano.
Finalmente, el 25 de octubre fue promulgado el decreto que convocó a la elección complementaria para el domingo 17 de diciembre. El plazo para inscribir candidaturas vencería el 27 de noviembre, mientras que la propaganda electoral estaba autorizada desde el 2 de noviembre al 16 de diciembre.

## Candidatos
El 10 de octubre la Comisión Política del Partido Radical (PR) recomendó al Comité Ejecutivo Nacional (CEN) de la colectividad presentar una candidatura propia para la elección complementaria; entre los nombres que se barajaban estaban los de Alfredo Duhalde, Raúl Rettig, Julio Durán, Germán Becker Baechler, Juan Rodríguez Nadruz, Samuel Fuentes Andrades y Manuel Rioseco. Finalmente la candidatura inscrita fue la de Alberto Baltra.
El Partido Social Demócrata (PSD) anunció que buscaba la unidad de la izquierda, mientras que el Partido Democrático Nacional (Padena) había planteado las candidaturas de Felipe Herrera y Víctor González Maertens, las que finalmente fueron descartadas. Tanto en el Partido Comunista (PCCh) como en el Socialista (PS), ambos integrantes del Frente de Acción Popular (FRAP), surgió el debate respecto de presentar una candidatura propia o apoyar a Alberto Baltra.
El Partido Nacional (PN) planteaba inicialmente los nombres de José Miguel Huerta Muñoz, Patricio Phillips y Jorge Prat, decantándose finalmente por el primero. El Partido Demócrata Cristiano decidió inscribir al diputado Jorge Lavandero como su candidato.
El 29 de noviembre el director del Registro Electoral, Andrés Rillón, realizó el sorteo para determinar el orden de los candidatos en la cédula de votación; en primer lugar quedó Jorge Lavandero, seguido de José Miguel Huerta y Alberto Baltra.

## Resultados
Los primeros cómputos entregados por el Ministerio del Interior, a las 22:15 del 17 de diciembre, señalaban que la diferencia entre Alberto Baltra y Jorge Lavandero era de solo 20 votos (58 225 versus 58 205). Posteriormente, a las 23:00 se informaba que dicha diferencia había disminuido a 8 votos. Esta situación generó que los Colegios Escrutadores Departamentales revisaran a partir del 19 de diciembre cada una de las papeletas a fin de verificar las cifras.
Al día siguiente de la elección, el Departamento Electoral del PDC aseguraba que Lavandero había triunfado por 512 votos de diferencia sobre Baltra, aun cuando los datos que entregaba dicho partido no consideraban los votos del distrito de Cholchol. Una vez finalizado el conteo de los Colegios Departamentales, se determinó que Baltra obtuvo 23 votos de ventaja sobre Lavandero; esto generó que se solicitara un recuento general al Tribunal Calificador de Elecciones, organismo que debía proclamar al candidato electo.
Los resultados definitivos de la elección, de acuerdo a la sentencia de proclamación hecha por el Tribunal Calificador de Elecciones (Tricel) el 5 de febrero de 1968, fueron los siguientes:
|  | 38.37 % |

|  | 37.86 % |

|  | 23.77 % |

Alberto Baltra asumió su escaño en el Senado el 6 de febrero de 1968.